# 赖永初酒
赖永初酒是貴州所产的一种酱香型白酒。源于1929年于茅台村成立的衡昌酒房所产的“衡昌茅台”，1941年该酒房被赖永初接管，改称“恒兴烧坊”，产品也改称赖茅。
1950年代初，中国人民政府以各种手段让原三家最主要的茅台私人烧坊（出产王茅的荣和烧坊、出产华茅的成义烧坊、和出产赖茅的恒兴烧坊）合并成立国营茅台酒厂，即今日茅台集团的前身。
改革开放后赖氏后人成立私企，以原祖传配方重启原赖茅酿制，但由於贵州茅台酒公司于1988年已注册王茅、赖茅和华茅三个商标，所以复产的酒不称赖茅，而称赖永初酒。2020年12月9日赖氏酿酒制作技艺入選貴陽市第六批市级非物质文化遗产。